# بياتيغورسك
بياتيغورسك (بالروسية: Пятигорск) هي إحدى مدن روسيا في الكيان الفدرالي الروسي ستافروبول كراي ، وهي المدينة التي ولد فيه محاربون الروس .

## المناخ
يظهر الجدول التالي التغييرات المناخية على مدار السنة لبياتيغورسك:
| البيانات المناخية لـبياتيغورسك    | البيانات المناخية لـبياتيغورسك | البيانات المناخية لـبياتيغورسك | البيانات المناخية لـبياتيغورسك | البيانات المناخية لـبياتيغورسك | البيانات المناخية لـبياتيغورسك | البيانات المناخية لـبياتيغورسك | البيانات المناخية لـبياتيغورسك | البيانات المناخية لـبياتيغورسك | البيانات المناخية لـبياتيغورسك | البيانات المناخية لـبياتيغورسك | البيانات المناخية لـبياتيغورسك | البيانات المناخية لـبياتيغورسك | البيانات المناخية لـبياتيغورسك |
| الشهر                             | يناير                          | فبراير                         | مارس                           | أبريل                          | مايو                           | يونيو                          | يوليو                          | أغسطس                          | سبتمبر                         | أكتوبر                         | نوفمبر                         | ديسمبر                         | المعدل السنوي                  |
| --------------------------------- | ------------------------------ | ------------------------------ | ------------------------------ | ------------------------------ | ------------------------------ | ------------------------------ | ------------------------------ | ------------------------------ | ------------------------------ | ------------------------------ | ------------------------------ | ------------------------------ | ------------------------------ |
| الدرجة القصوى °م (°ف)             | 18.2 (64.8)                    | 20.8 (69.4)                    | 30.3 (86.5)                    | 33.5 (92.3)                    | 34.4 (93.9)                    | 36.5 (97.7)                    | 39.7 (103.5)                   | 40.9 (105.6)                   | 37.4 (99.3)                    | 31.4 (88.5)                    | 25.1 (77.2)                    | 20.6 (69.1)                    | 40.9 (105.6)                   |
| متوسط درجة الحرارة الكبرى °م (°ف) | 0.8 (33.4)                     | 1.3 (34.3)                     | 5.9 (42.6)                     | 14.9 (58.8)                    | 20.3 (68.5)                    | 24.1 (75.4)                    | 27.0 (80.6)                    | 26.5 (79.7)                    | 21.4 (70.5)                    | 14.6 (58.3)                    | 7.7 (45.9)                     | 2.9 (37.2)                     | 14.1 (57.4)                    |
| المتوسط اليومي °م (°ف)            | −3.8 (25.2)                    | −3.2 (26.2)                    | 1.0 (33.8)                     | 8.9 (48.0)                     | 14.5 (58.1)                    | 18.4 (65.1)                    | 21.1 (70.0)                    | 20.3 (68.5)                    | 15.3 (59.5)                    | 8.9 (48.0)                     | 3.1 (37.6)                     | −1.5 (29.3)                    | 8.7 (47.7)                     |
| متوسط درجة الحرارة الصغرى °م (°ف) | −7.7 (18.1)                    | −7.0 (19.4)                    | −2.9 (26.8)                    | 3.6 (38.5)                     | 8.8 (47.8)                     | 12.6 (54.7)                    | 15.4 (59.7)                    | 14.7 (58.5)                    | 10.1 (50.2)                    | 4.2 (39.6)                     | −0.7 (30.7)                    | −5.2 (22.6)                    | 3.9 (39.0)                     |
| أدنى درجة حرارة °م (°ف)           | −32.5 (−26.5)                  | −31.6 (−24.9)                  | −23.4 (−10.1)                  | −11.9 (10.6)                   | −4.8 (23.4)                    | 1.5 (34.7)                     | 7.0 (44.6)                     | 3.3 (37.9)                     | −3.2 (26.2)                    | −9.6 (14.7)                    | −22.3 (−8.1)                   | −25.8 (−14.4)                  | −32.5 (−26.5)                  |
| الهطول مم (إنش)                   | 18.3 (0.72)                    | 19.0 (0.75)                    | 26.4 (1.04)                    | 48.0 (1.89)                    | 72.8 (2.87)                    | 86.4 (3.40)                    | 70.0 (2.76)                    | 51.7 (2.04)                    | 43.6 (1.72)                    | 32.7 (1.29)                    | 25.7 (1.01)                    | 23.7 (0.93)                    | 518.3 (20.42)                  |
| متوسط أيام هطول الأمطار           | 16.8                           | 16.1                           | 16.2                           | 13.7                           | 11.7                           | 9.7                            | 7.1                            | 6.5                            | 10.7                           | 15.4                           | 13.7                           | 16.4                           | 154                            |
| المصدر: climatebase.ru            |                                |                                |                                |                                |                                |                                |                                |                                |                                |                                |                                |                                |                                |

## توأمة
لبياتيغورسك اتفاقيات توأمة مع كل من:
- دوبوك
- كوتشي
- Panagyurishte [الإنجليزية]‏
- تريكالا
- Hévíz [الإنجليزية]‏ [7]
- شفيرته

## أعلام
- يوري دروزدوف
- يفغيني زاخارتشينكو
- مارينا أورلوفا
- جوزيف ترومبيلدور
- بيفل سينجر
- ميخائيل ليرمنتوف